# Katherine Maher
Katherine "Kate" Maher (Wilton, Connecticut, 18 d'abril de 1983) és una especialista en tecnologia, desenvolupament i democràcia estatunidenca. Va ser la directora executiva de la Fundació Wikimedia (WMF) des de març del 2016 fins a l'abril del 2021. Prèviament, va ser la directora de Comunicacions de la mateixa organització (2014-2016). També ha treballat per al Banc Mundial, UNICEF i en l'organització de drets digitals Access Now.

## Formació
Maher va estudiar a l'Institut de Llengua Àrab de la Universitat Americana del Caire de 2002 a 2003 i posteriorment a la Universitat de Nova York en la Facultat d'Arts i Ciència on es va llicenciar el 2005.

## Trajectòria professional
Especialitzada i defensora de les comunitats, cultura i tecnologia obertes, ha treballat en diverses organitzacions d'aquest àmbit.
De 2007 a 2010 va ser membre fundadora de l'equip d'innovació d'UNICEF desenvolupant estratègies de serveis de salut, comunicació, promoció i organització de joves a través de les noves tecnologies de la informació i la comunicació.
De 2010 a 2011 va ser membre de l'Institut Nacional Democràtic a Washington per al suport de Drets Humans i la democràcia. Va dissenyar basats en les TIC per a la participació ciutadana, el govern obert, mitjans de comunicació independents i societat civil per a la transició de països autoritaris i en conflicte. De 2013 a 1014 va treballar en Access Now com a directora de promoció.
Al Banc Mundial, Maher va ser assessora en tecnologia per al desenvolupament internacional i la democratització treballant en TIC per a la rendició de comptes i la governança, centrada en el paper dels telèfons mòbils i altres tecnologies per a la consolidació de la societat civil i les reformes institucionals, especialment a l'Orient Mitjà i l'Àfrica.
Maher es va unir a la Fundació Wikimedia com a directora de Comunicacions l'abril de 2014 i es va convertir en directora executiva interina dos anys després, al març de 2016 després de la dimissió de Lila Tretikov.
El juny de 2016 es va anunciar que deixava la interinitat per convertir-se en directora executiva de forma permanent. Va renunciar als seus càrrecs com a directora executiva i directora executiva de la Fundació Wikimedia el 15 d'abril de 2021. Maryana Iskander va ser designada com a successora.

## Publicacions
- 2012 "Making Government Mobil" Coautora del capítol a Information and Communications for Development: Maximizing Mobile editat pel Banc Mundial.